# Jacques Audiard
Jacques Audiard (tiếng Pháp: [ʒak odjaʁ]; sinh ngày 30 tháng 4 năm 1952) là một đạo diễn điện ảnh và biên kịch người Pháp; là con trai của Michel Audiard, một đạo diễn và biên kịch nổi bật khác.
Anh hai lần giành giải César cho "Phim hay nhất" và giải BAFTA cho "Phim hay nhất không thuộc tiếng Anh" với The Beat That My Heart Skipped (2005) và A Prophet (2010). Anh còn đem về Giải thưởng lớn tại Liên hoan phim Cannes. Trong khi tác phẩm Rust and Bone của anh được chọn tranh giải Cành cọ vàng tại Liên hoan phim Cannes 2012, Dheepan giúp anh chính thức giành giải Cành cọ vàng tại Liên hoan phim Cannes 2015.

## Sự nghiệp điện ảnh

### Đạo diễn và biên kịch
- 1994 See How They Fall (Regarde les hommes tomber)
- 1996 A Self-Made Hero (Un héros très discret)
- 1998 Norme française (phim ngắn)
- 2001 Read My Lips (Sur mes lèvres)
- 2005 The Beat That My Heart Skipped (De battre mon cœur s'est arrêté)
- 2009 A Prophet (Un prophète).[5]
- 2012 Rust and Bone (De rouille et d'os)
- 2015 Dheepan

### Chỉ biên kịch
- 1974 Kisses Till Monday (Bons baisers... à lundi)
- 1983 Deadly Circuit (Mortelle randonnée)
- 1984 Réveillon chez Bob
- 1985 All Mixed Up (Sac de noeuds)
- 1987 Saxo
- 1987 Killing Time (Poussière d'ange)
- 1988 Frequent Death (Fréquence meurtre)
- 1989 Baxter
- 1989 Australia
- 1991 Swing troubadour
- 1992 Barjo (Confessions d'un Barjo)
- 1994 Dead Tired (Grosse fatigue, uncredited)
- 1999 Venus Beauty Institute (Vénus beauté (institut))

## Giải thưởng
- Giải César cho Đạo diễn xuất sắc nhất - The Beat That My Heart Skipped
- Giải César cho Đạo diễn xuất sắc nhất - A Prophet
- Giải Lumières cho Đạo diễn xuất sắc nhất - A Prophet và Rust and Bone
- Giải BAFTA cho Phim hay nhất không thuộc tiếng Anh - The Beat That My Heart Skipped
- Giải BAFTA cho Phim hay nhất không thuộc tiếng Anh - A Prophet
- Giải thưởng lớn tại Liên hoan phim Cannes - A Prophet
- Giải Stockholm Visionary tại Liên hoan phim quốc tế Stockholm
- Cành cọ vàng tại Liên hoan phim Cannes cho Dheepan[6]